# Me Against Myself
Me Against Myself è l'album di debutto del cantante britannico Jay Sean, pubblicato l'8 novembre 2004 nel Regno Unito, a gennaio 2005 in Malaysia, ed a febbraio 2005 in India.

## Tracce
1. Intro (Balcony Skit) - 0:59
2. Eyes On You - 3:11
3. One Night (featuring Juggy D e Veronica) - 4:08
4. Don't Rush - 3:49
5. On and On - 3:39
6. Stolen - 4:04
7. Come With Me - 4:11
8. Holding On - 4:37
9. Interlude (Irony Skit) - 1:01
10. Dance With You (featuring Juggy D and Rishi Rich) - 2:56
11. Man's World (Ramta Jogi) (featuring Sukhwinder Singh) - 3:44
12. I Believe In You - 3:23
13. One Minute - 4:04
14. Meri Jaan (featuring Juggy D) Rishi Rich - 3:11
15. Me Against Myself - 3:11
16. You Don't Know Me - 3:00
17. Who Is Kamaljit - 3:44